# (6638) 1989 CA
(6638) 1989 CA (1989 CA, 1980 XV) — астероїд головного поясу.
Тіссеранів параметр щодо Юпітера — 3,486.